# Адельсдорф
Адельсдорф (нем. Adelsdorf) — община в Германии, в земле Бавария.
Подчиняется административному округу Средняя Франкония. Входит в состав района Эрланген-Хёхштадт. Население составляет 7190 человек (на 31 декабря 2010 года). Занимает площадь 31,67 км².
Коммуна подразделяется на 8 сельских округов.

## Население
По оценке на 31 декабря 2015 года население общины Адельсдорф составляет 7429 чел. 

| Дата      | 1840 | 1871 | 1900 | 1925 | 1939 | 1950 | 1961 | 1970 | 1987 | 2011 |
| --------- | ---- | ---- | ---- | ---- | ---- | ---- | ---- | ---- | ---- | ---- |
| Население | 2302 | 2329 | 2238 | 2497 | 2888 | 3782 | 3415 | 4216 | 5725 | 7293 |

| Год       | 1960 | 1970 | 1980 | 1990 | 2000 | 2009 | 2010 | 2011 | 2012 | 2013 | 2014 | 2015 |
| --------- | ---- | ---- | ---- | ---- | ---- | ---- | ---- | ---- | ---- | ---- | ---- | ---- |
| Население | 3402 | 4277 | 5016 | 6179 | 7022 | 7180 | 7190 | 7318 | 7366 | 7424 | 7433 | 7429 |

## Города-побратимы
- Уджате-Тревано, Италия (1997)
- Фельдбах, Австрия (2007)